# توماس بوتشيتينو
توماس بوتشيتينو (بالإسبانية: Tomás Pochettino) هو لاعب كرة قدم أرجنتيني في مركز الوسط، ولد في 1 فبراير 1996 في مدينة رافاييلا في الأرجنتين. لعب مع بوكا جونيورز.

## وصلات خارجية
- توماس بوتشيتينو على موقع قاعدة بيانات كرة القدم.إي يو (الإنجليزية)
- توماس بوتشيتينو على موقع Soccerway.com (الإنجليزية)
- توماس بوتشيتينو على موقع عالم كرة القدم.نت (الإنجليزية)
- توماس بوتشيتينو على موقع AS.com (الإسبانية)